# Fiat Bravo/Brava
Fiat Bravo și Fiat Brava (Type 182) sunt mașini de familie mici comercializate de producătorul italian de automobile Fiat între 1995 și 2001 în Europa. Erau efectiv două versiuni ale aceleiași mașini, Bravo un hatchback cu trei uși și Brava un fastback cu cinci uși.